# Vladimir Sjamanov
Vladimir Sjamanov (ryska Владимир Анатольевич Шаманов), född 17 februari 1957 i Barnaul, är en generallöjtnant i den ryska armén. Han är för närvarande befälhavare för de ryska trupperna i Georgien.